# حسين الحمادي
حسين إبراهيم الحمادي (1966-)، سياسي ووزير إماراتي سابق، يشغل منصب سفير دولة الإمارات العربية المتحدة إلى الصين منذ 28 فبراير 2023، شغل سابقا منصب وزير التربية والتعليم في دولة الإمارات العربية المتحدة لمدة ثماني سنوات.

## تعليمه
حصل على شهادة بكالوريوس في هندسة الطيران في عام 1989 من جامعة إمبري ريدل للطيران في ولاية فلوريدا – الولايات المتحدة الأمريكية.

## مسيرته العملية
استهل مسيرته في العمل مع القوات المسلحة الإماراتية عام 1984، وفي عام 2006، عين رئيساً لمجلس الإدارة والرئيس التنفيذي لشركة الإمارات المتقدمة للاستثمارات. تولى رئاسة المعهد الوطني للتخصصات الصحية، وترأس مجلس تنسيق التعليم العالي والبحث العلمي.
انضم إلى مجلس الوزراء الإماراتي في عام 2014 وزيراً للتربية والتعليم، وفي عام 2016 تم دمج وزارة التعليم العالي ضمن وزارة التربية والتعليم. وخلال جائحة كوفيد-19، أشرف على تنفيذ التعلم عن بعد والتعلم الهجين في المدارس الحكومية في دولة الإمارات العربية المتحدة.
وهو رئيس اللجنة الوطنية للتربية والثقافة والعلوم، ورئيس مجالس أمناء معهد التكنولوجيا التطبيقية، ومعهد أبوظبي للتعليم والتدريب المهني ، ورئيس جائزة حمدان بن راشد آل مكتوم للأداء التعليمي المتميز. ويشغل الحمادي أيضًا منصب رئيس مجلس إدارة الهيئة الاتحادية للموارد البشرية الحكومية، وهو عضو مجلس إدارة جامعة خليفة وجائزة خليفة للتعليم.

## مبادراته
- إنشاء معهد التكنولوجيا التطبيقية (IAT) في عام 2005، والتي كانت بمثابة إنطلاقة ناجحة لمفهوم جديد في التعليم التقني والمهني في مرحلتي التعليم الثانوي والعالي في دولة الإمارات.[5]
- تأسيس معهد أبوظبي للتعليم والتدريب المهني(ADVETI)في العام 2007.
- مدير مركز أبوظبي للتعليم والتدريب التقني والمهني.[13]
- تأسيس الإمارات المتقدمة للاستثمار[14]